# Pichia ofunaensis
Pichia ofunaensis är en svampart som först beskrevs av Makig. & Asai, och fick sitt nu gällande namn av Kurtzman 1996. Pichia ofunaensis ingår i släktet Pichia och familjen Pichiaceae.   Inga underarter finns listade i Catalogue of Life.